# En lo más crudo del crudo invierno
En lo más crudo del crudo invierno es una comedia inglesa escrita y dirigida por Kenneth Branagh en el 1995. Es la primera y única obra donde Branagh no recita personalmente. La comedia es del género “teatro en el teatro” y quiere explicar que aunque obras viejas (en el caso, Hamlet de William Shakespeare) son siempre actuales antes que inmortales. La obra también habla de cuanto arduo puede ser el trabajo del actor teatral y lo difícil que es dirigir las relaciones entre los actores.

## Argumento
Joe Harper, un actor de teatro que no tiene trabajo desde hace tiempo, con la ayuda de su hermana Molly y de su agente Margaretta D’Arcy, quiere preparar una representación de Hamlet de William Shakespeare en un pueblecito del campo inglés, Hope, para salvar una iglesia desconsagrada que tiene que ser derribada. Como actores para la representación, se encuentra con una serie de personajes extravagantes con los cuales, después de muchos malentendidos iniciales, establece y hace establecer sólidas relaciones personales. Al fin Joe encontrará también el amor con Nina la actriz que personifica Ofelia.

## Aceptación, críticas y premios
En 1995 Kenneth Branagh obtuvo el León de Plata (enlace roto disponible en Internet Archive; véase el historial, la primera versión y la última). a Mejor director en el Festival de Venecia por esta película. En esa misma edición, En lo más crudo del crudo invierno también estuvo nominada al León de Oro a la mejor película, premio que fue finalmente concedido a la película vietnamita Cyclo
En el sitio web Rotten Tomatoes la mayoría de las críticas le dan un 89% de “fresco”.
En el sitio web Filmaffinity los usuarios le conceden 6,8 puntos sobre 10.

## Reparto
- Richard Briers como Henry Wakefield (Rey Claudio y el Fantasma).
- Hetta Charnley como Molly.
- Joan Collins como Margaretta D'Arcy.
- Nicholas Farrell como Tom Newman (Laertes y Fortinbras).
- Mark Hadfield como Vernon Spatch (Polonius y Marcellus).
- Gerard Horan como Carnforth Greville (Rosencrantz, Guildenstern, Horacio, y Bernardo).
- Celia Imrie como Fadge.
- Michael Maloney como Joe Harper (Hamlet).
- Jennifer Saunders como Nancy Crawford.
- Julia Sawalha como Nina Raymond (Ofelia).
- John Sessions como Terry Du Bois (Reina Gertrudis).
- Ann Davies como Mrs. Branch
- James D. White como Tim.
- Robert Hines como Mortimer.
- Allie Byrne como Tap Dancer.
- Adrian Scarborough como un joven actor.
- Brian Pettifer como el ventrílocuo.
- Patrick Doyle como un escocés.
- Edward Jewesbury como el padre de Nina.

- Datos: Q2245295
- Multimedia: In the Bleak Midwinter (film) / Q2245295